# Boswachter
Een boswachter is beheerder en soms ook een opsporingsambtenaar, vaak ook voorlichter, die waakt over een stuk natuurgebied, meestal een bos. Tijdens zijn ronde spreekt hij mensen aan die zich niet aan de regels houden en beantwoordt vragen. Waar nodig zal de boswachter verbaliserend optreden (als hij tevens opsporingsambtenaar is).
Een boswachter geeft voorlichting en rondleidingen. Daarnaast inventariseert die de flora en fauna en adviseert die voor het bosbeheer.

## Nederland
Boswachters werken bij diverse instanties, zoals het Nederlandse Staatsbosbeheer en Natuurmonumenten, maar kunnen ook werken voor particuliere eigenaars van landgoederen. De meeste Nederlandse boswachters zijn gespecialiseerd in publiek, beheer, ecologie of toezicht. Boswachters die gespecialiseerd zijn in toezicht zijn beëdigd tot buitengewoon opsporingsambtenaar en mogen dan ook geweldsmiddelen dragen (handboeien, wapenstok, pepperspray, soms ook diensthond en/of pistool).

## Vlaanderen
In Vlaanderen wordt men boswachter na het slagen in een toelatingsexamen bij een centrale examencommissie bij het Agentschap voor Natuur en Bos. Het is een vrij streng examen, omdat een boswachter niet alleen de natuur in al zijn aspecten moet kennen; hij/zij moet ook wetgeving kennen en toepassen en heeft ook politionele bevoegdheid. Sinds een herstructurering bij het Agentschap voor Natuur en Bos en het uitvaardigen van het Milieuhandhavingsdecreet is de boswachter in Vlaanderen geen opsporingsambtenaar meer. De boswachter behoudt wel politionele bevoegdheid als toezichthouder, doch opsporingsbevoegdheid is beperkt tot een onderdeel van het korps, de zogenoemde natuurinspecteurs.
Een ander deel van de wachters werd afgesplitst en kreeg als opdracht advies te verstrekken bij diverse terreindossiers. Het zijn de beleidsadviseurs. Deze hebben geen politionele bevoegdheid, en hun toezichtsrechten zijn beperkt tot het mogen betreden van privéterreinen met het oog op hun opdrachten. Het Agentschap voor Natuur en Bos hoopt door deze specialisatie van taken een betere efficiëntie te bereiken.
- Gemeinsame Normdatei: 4604199-0
- Library of Congress Control Number: sh85098098
- National Archives and Records Administration: 10641210
- Nationale Bibliotheek van Israël: 987007565516605171